# Politique aux Samoa américaines

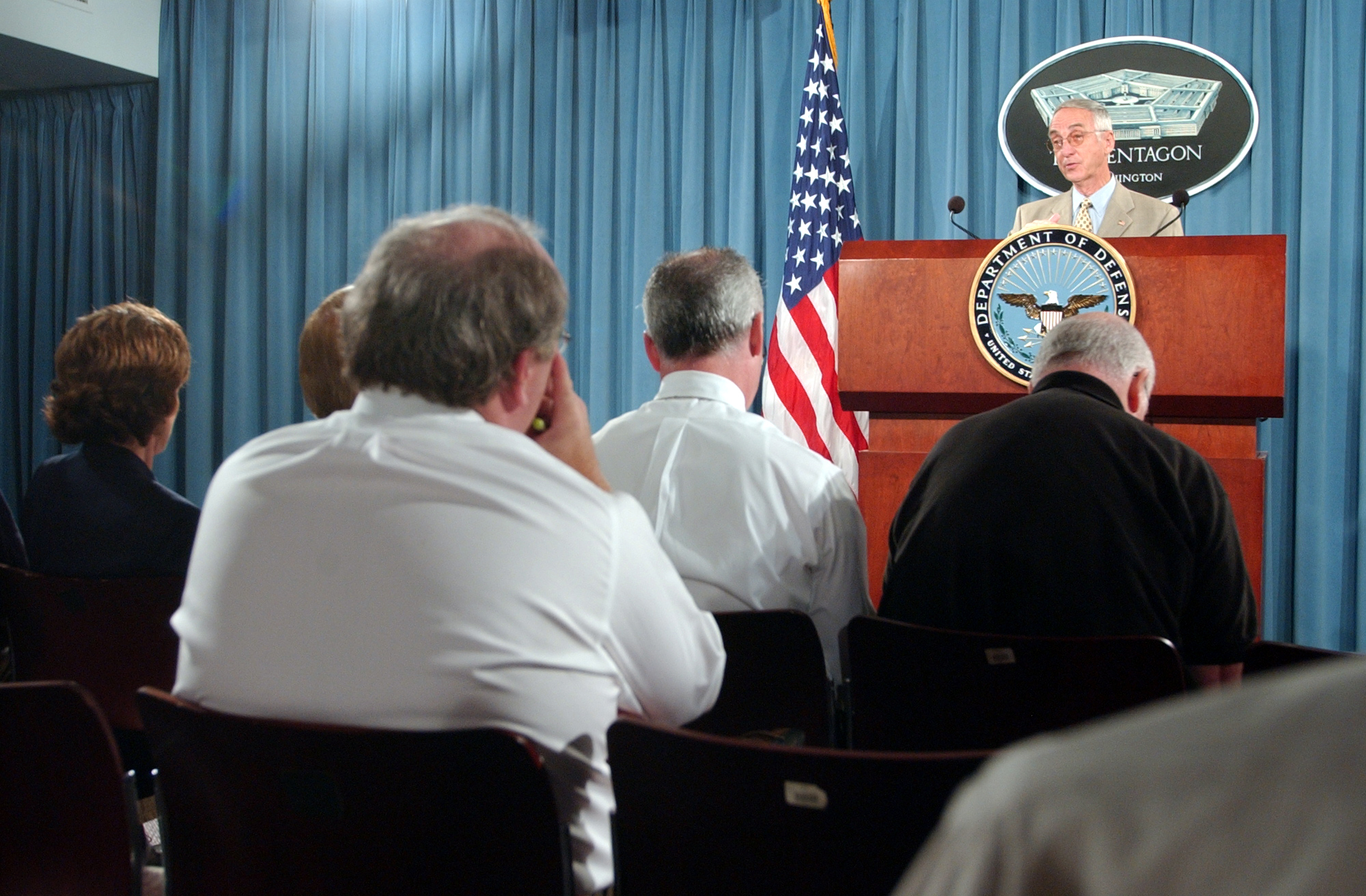

Les Samoa américaines (environ 50 000 habitants en 2025) ont, par leur constitution (1967), un sénat de dix-huit membres et une chambre des représentants de vingt membres, élus au suffrage universel des plus de dix-huit ans. Un délégué de l'île Swains peut être élu à la chambre des représentants, mais n'a pas le droit de vote.
Pour être élu, un sénateur doit avoir trente ans, avoir résidé au moins cinq ans (dont un dans le district sénatorial) dans le territoire et être un chef de famille enregistré de son district sénatorial. Un représentant doit avoir vingt-cinq ans, être de nationalité samoane et résider dans le territoire depuis cinq ans (dont un dans le district électoral).
Les sénateurs sont élus pour quatre ans, les représentants pour deux ans.